# 唐璜 (理查德·施特劳斯)
《唐璜》（Don Juan），作品20，是理查德·施特劳斯的交响诗作品，完成於1888年。

## 概說

### 創作背景
此作的樂思取自名為《唐璜終局》（Don Juans Ende）的劇作，該劇作則是詩人尼古拉斯·雷瑙根據文艺复兴時期的西班牙民間故事所撰的。雷瑙筆下的唐璜風流成性，為了「理想對象」，甚至不惜一死。音樂學者卡爾·達爾豪斯指出，施特勞斯《唐璜》捕捉了這種「世紀末」的現代主義精神，從第一個小節起便令人印象深刻 。

### 首演
作品於1889年11月11日在魏玛首演，彼時施特勞斯是魏玛的宮廷樂長，並且親自指揮了這場演出。《唐璜》使施特勞斯名聲大漲，揚名於當代樂界。

### 出版
1890年，作品的總譜及鋼琴四手聯彈的改編譜由莱比锡的約瑟夫·艾布爾付梓出版。

## 分析
通常的演奏時間約為18分。

### 配器
| - 木管樂器 - 長笛：3（第三部兼任短笛） - 雙簧管：2 - 英國管：1 - A調單簧管：2 - 低音管：2 - 倍低音管 | - 銅管樂器 - E調法國號：4 - E調小號：3 - 長號：3 - 低音號 | - 定音鼓 - 打擊樂器 - 三角鐵 - 雙鈸 - 鐵琴 | - 豎琴 - 弦樂器 |

依照工具書《管弦樂作品手冊》指示，上述之配器可簡記為"*3 *3 2 *3—4 3 3 1—tmp+3—hp—str"。

### 說明
《唐璜》可說是尼古拉斯·雷瑙作品的音樂仿作，必須指出的是，與其看作是具體的情節摹寫，音樂中所試圖營造的毋寧說是特定的情感與氛圍（大膽、浪漫等）。 
初始，生氣篷發的銅管聲部主題當即立威，與之相對的則是浪漫的獨奏小提琴，雙簧管的旋律則意味著唐璜與戀人的相會。此時，不和諧的圓號闖入，象徵角色的自我中心，施特勞斯以繽紛的配器調配了各主題的特性與特色。作品以一悲歌式的結尾作為結束，充分寫出了「唐璜」故事的悲劇色彩。

## 評價
《唐璜》是施特勞斯生涯早期的巨大成功，音樂學者布萊恩·吉列姆（Bryan Gilliam）與查爾斯·尤曼斯（Charles Youmans）評價《唐璜》：「傑出的配器，醒目的主題，宏然的結構，緊湊的敘事步調」，並且「極其寫實、幽默，卻又出言不遜」。科西玛·瓦格纳（一般而言是施特勞斯音樂的支持者）則有不同意見，她指出，《唐璜》缺乏精神性與形上意義。在格罗夫音乐辞典方面，認為施特勞斯「雖受瓦格纳與李斯特啟發，卻沒有對他們的思想全盤照收。玩世不恭的唐（以及施特勞斯自己）只是睥睨著這個世界。」
另外，由於其演奏要求甚高，現時《唐璜》的各樂器選段已成為世界範圍內的職業樂團團員選考標準。

## 商業錄音
施特勞斯本人在生前經常指揮《唐璜》演出，此外在他於1917年錄製的錄音作品中，也有《唐璜》的參與。

## 外部連結
- 理查德·施特劳斯《唐璜》：国际乐谱典藏计划上的乐谱